# Carrantuohill
Carrantuohill (iriska: Corrán Tuathail), även Carrauntoohil, är med sina 1 041 meter över havet Irlands högsta punkt. Det finns två andra toppar över 1 000 meter, Beenkeragh 1 010 meter och Cahder 1 001 meter. Carrantuohill är välbesökt av turister och klättrare men eftersom vädret på bergen förändras snabbt har det varit ett antal dödsolyckor.